# Doliocoitis cyanea
Doliocoitis cyanea är en mossdjursart som beskrevs av Gordon och Taylor 200. Doliocoitis cyanea ingår i släktet Doliocoitis och familjen Lichenoporidae. Inga underarter finns listade i Catalogue of Life.